# Вулиця Фабрична (Тернопіль)
Вулиця Фабрична — вулиця в мікрорайоні «Промисловий» міста Тернополя. 

## Відомості
Розпочинається від вулиці Лозовецької, пролягає на північний схід до вулиці Текстильної, де і закінчується. На вулиці розташовано декілька багатоквартирних будинків та промислові будівлі. З півдня примикає вулиця Шота Руставелі.

## Комерція
- Продуктовий магазин «Колобок» (Фабрична, 2)
- Кафе «Горня» (Фабрична, 2)
- Фармацевтична фабричка «Тернофарм» (Фабрична, 4)

## Транспорт
Рух вулицею — двосторонній, дорожнє покриття — асфальт. Громадський транспорт по вулиці не курсує, найближчі зупинки знаходяться на вулицях Текстильній, Лозовецькій та Збаразькій.